# Ponte de Santo Ângelo

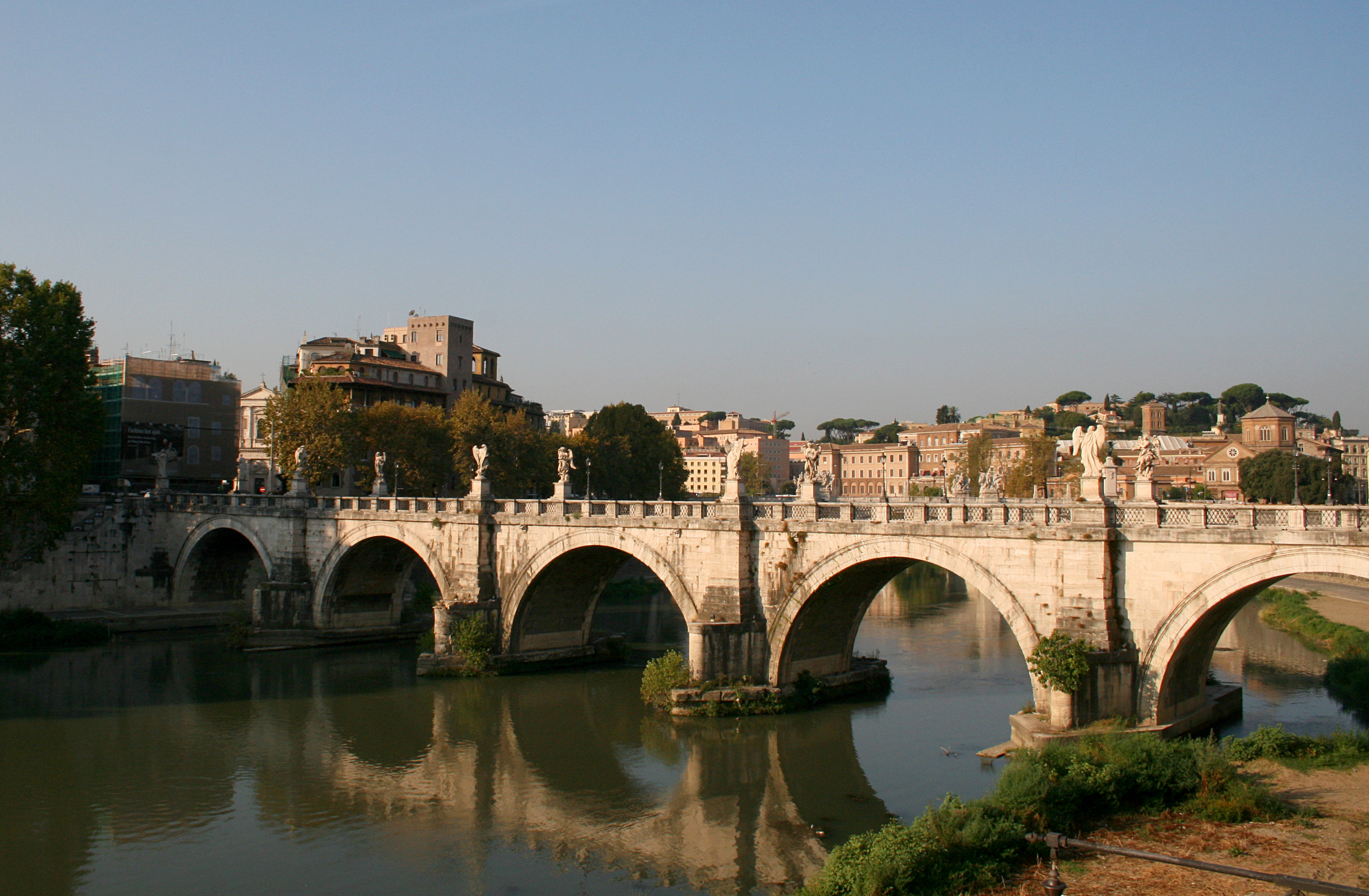
Ponte de Santo Ângelo.

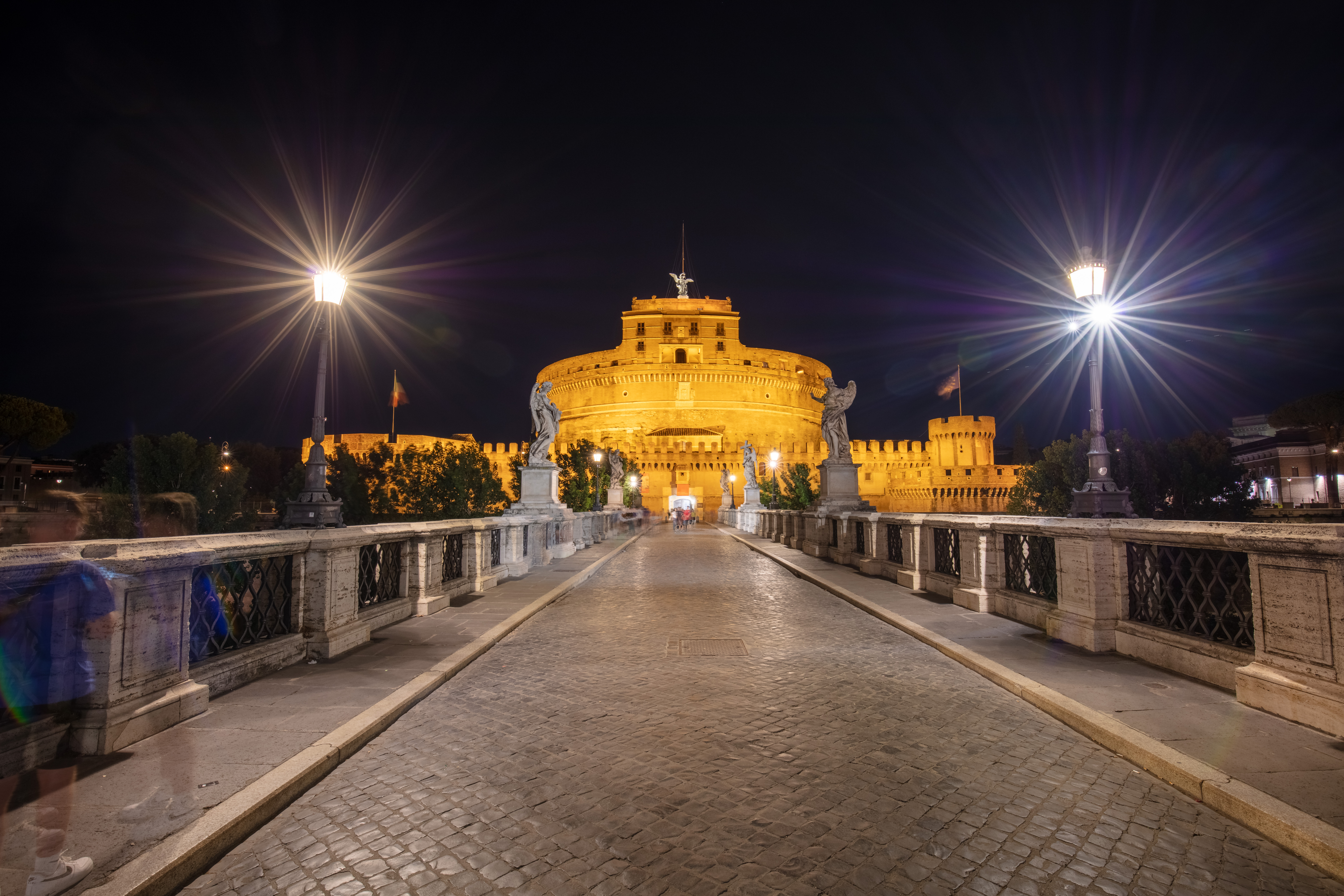
Vista do topo da ponte

Ponte de Santo Ângelo (em italiano: Ponte Sant'Angelo) ou Ponte Élio (em latim: Pons Aelius) é uma ponte sobre o rio Tibre, em Roma, construída entre 134 e 199 pelo imperador romano Adriano.

## Localização
A ponte se localiza sobre o rio Tibre, ligando o centro da cidade com o Castelo de Santo Ângelo. Liga também as regiões de Ponte e Borgo.

## História
A ponte era utilizada para que pedestres alcançassem a Basílica de São Pedro, o que originou o nome de "ponte de São Pedro" (pons Sancti Petri) usado até o século VII. O Papa Gregório I alterou o nome da ponte para "Santo Ângelo", devido à lenda de um anjo ter aparecido no topo do Castelo de Santo Ângelo.
Em 1450, devido ao grande influxo de peregrinos, a ponte ruiu, passando por um período de restauração. 
No século XVI, a ponte era usada para exibir corpos de executados. Durante o reinado do Papa Paulo III, foram adicionados 14 estátuas de anjos, criadas por Raffaello da Montelupo. Em 1535, o Papa Clemente VII usou o pedágio arrecadado para a construção de estátuas de São Pedro e São Paulo. Tempos depois, foram adicionadas estátuas dos quatro evangelistas e dos patriarcas (Adão, Noé, Abraão e Moisés).
Em 1669, o Papa Clemente IX mandou construir um novo parapeito, desenhado por Gian Lorenzo Bernini, sobre o qual foram colocadas dez estátuas de anjos, representando a Paixão de Cristo.